# Regina (Canada)
Regina è una città del Canada, capoluogo della provincia del Saskatchewan. Nel 2011 contava 193 100 abitanti.

## Storia

### Nativi americani e primi insediamenti
La regione delle Grandi Pianure nel sud dell'attuale Saskatchewan ospitava nei secoli scorsi grandi mandrie di bisonti e numerose tribù di indiani abitavano nei pressi del Wascana River. Dopo la caccia la carne veniva lasciata a seccare sul terreno e le ossa sistemate in grandi mucchi. Gli indiani Cree credevano che così facendo i bisonti non avrebbero abbandonato l'area in cui erano raccolte le ossa dei loro simili. Nella loro lingua tali mucchi erano chiamati okana ka-asateki e raggiungevano anche i due metri di altezza e i 13 di diametro.
Quando nel 1857 il Colonnello Pallisier arrivò in quella zona, sentito il nome Cree, chiamò il fiume Wascana e il primo insediamento Pile-o-Bones (mucchio di ossa). Nel 1876 dopo la battaglia di Little Bighorn (quella in cui morì il Generale Custer) una parte degli indiani di Toro Seduto si diresse verso questa regione del Canada, ma non avendo ottenuto dal Governo Canadese una loro riserva, tornarono negli Stati Uniti.
Nel settembre del 1881 Edward Carss costruì la prima fattoria all'incontro del Qu'Appelle River e del Wascana River, dando così avvio ai primi insediamenti stabili della zona. L'estate successiva sei altri coloni si insediarono presso l'attuale Wascana Lake, nell'area dell'attuale Regina. Nel 1882 fu costruita la prima caserma delle "Giubbe rosse", la Northwest Mounted Police, per controllare il confine con gli USA.

### Espansione e Grande depressione
Nel 1883 l'arrivo della ferrovia diede inizio all'espansione della città che venne così chiamata dalla Principessa Luisa, moglie del Governatore Generale del Canada, in onore della madre, la Regina Vittoria. A quell'epoca Regina aveva 400 edifici e circa 1 000 abitanti e si poneva come il principale centro di commercio del grano e del potassio del paese, attirando coloni da molte parti d'Europa, specialmente quelli perseguitati per il loro credo religioso, come Mennoniti e Hutteriti dalla Germania e Doukhobours dalla Russia.
Il 4 settembre 1905 il Saskatchewan divenne una Provincia del Canada e Regina la sua capitale. Agli inizi del secolo la città ebbe i suoi primi sottopassaggi e la sua prima rete di tram elettrici. Nel 1912 un tornado la distrusse quasi completamente. Durante la Grande depressione il Governo locale per sostituire i posti di lavoro persi nell'agricoltura a causa della grande siccità di quegli anni, fece costruire il Wascana Lake e il suo parco (il più grande parco artificiale urbano del mondo). A quell'epoca risale anche la fondazione del primo partito socialista del Canada, la Federazione del Commonwealth Cooperativo, che per prima propose l'istituzione delle pensioni di vecchiaia e di un servizio sanitario pubblico. Dalla città prese il nome il programma del partito, il Manifesto di Regina. Le iniziative furono poi attuate dal governo di Tommy Douglas, eletto premier del Saskatchewan, e in seguito espanse nel resto del paese.

## Geografia fisica

### Clima
Regina ha un clima continentale umido (Koppen climatica classificazione Dfb) (anche se per i livelli di umidità piuttosto bassi, questo è un termine improprio) con forti influenze semi-arido, con estati calde e inverni freddi e asciutti, esposti a estremi in ogni momento dell'anno. Media annua di precipitazioni è di 390 mm (16,5 pollici) ed è più pesante da giugno ad agosto, giugno è il mese più piovoso con una media di 75 millimetri di precipitazioni. La temperatura media giornaliera per l'anno è di 2,8 °C (37,04 °F). La temperatura più bassa mai registrata è stata -50,0 °C (-58 F) il 1º gennaio 1885 mentre la temperatura massima registrata è stata 43,3 °C (110 °F) il 5 luglio 1937.

## Infrastrutture e trasporti
La città è collegata ai principali centri canadesi tramite l'Aeroporto Internazionale di Regina che permette di raggiungere anche diverse località straniere.